# Marco Odermatt
Pour les articles homonymes, voir Odermatt.
Marco Odermatt, né le 8 octobre 1997 à Buochs, est un skieur alpin suisse polyvalent puisqu'il s'aligne habituellement en descente, Super G et slalom géant. Il est champion olympique, triple champion du monde et triple vainqueur du classement général de la coupe du monde. Compétition dans laquelle il a remporté 45 courses.
Sextuple champion du monde junior, il se révèle au niveau international au cours de l'hiver 2020-2021 où il devient le principal rival d'Alexis Pinturault dans la course au gros globe de cristal. Au terme de la saison suivante, il remporte le classement général pour la première fois et est sacré champion olympique du slalom géant à Pékin en 2022, discipline qu'il a dominé durant tout l'hiver. Lors de l'hiver 2022-2023, il poursuit sa domination en Super-G et slalom géant, dépasse les vingt victoires en carrière, et obtient son deuxième gros globe de cristal. Il signe une année historique en battant le record de points  sur une saison détenu par l'Autrichien Hermann Maier depuis la saison 1999-2000 (2000 points) en parvenant à un total de 2042 points et en égalant son record de podiums en un hiver (22), mais également, le record de victoires sur une saison (13) co-détenu avec Marcel Hirscher (en 2018), Hermann Maier (en 2001) et Ingemar Stenmark (en 1979).
Le 12 février 2023, alors qu'il n'a encore jamais gagné une descente sur le circuit international, il devient champion du monde de la discipline, sur la piste Éclipse de Courchevel lors des Mondiaux 2023. Le 17 février, il remporte un second titre en prenant la médaille d'or du slalom géant. Marco Odermatt est élu Sportif suisse de l'année quatre années de suite entre 2021 et 2024. Lors de la saison 2023-2024, toujours aussi brillant dans ses trois disciplines, et notamment en slalom géant où il connait une étonnante série d'invincibilité, Marco Odermatt remporte son troisième gros globe de cristal consécutif à dix courses du terme. Il s'adjuge ensuite les petits globes du slalom géant, du super-G et de la descente, un total de quatre trophées de cristal en un hiver que le dernier à atteindre avait été Hermann Maier en 2000-2001. Depuis la saison 2024-2025, il fait partie des sept skieurs ayant dépassé les quarante victoire en Coupe du monde.

## Carrière
Marco Odermatt naît le 8 octobre 1997 à Buochs dans le canton de Nidwald en Suisse. Issu d’une famille de skieurs, avec un papa très impliqué dans la relève locale, Odermatt commence le ski alpin en décembre 1999, à l’âge de deux ans, à Klewenalp (de), avant de participer à sa première course au sein du ski-club Hergiswil avant son cinquième anniversaire. En 2013, il intègre l'école de sport d'Engelberg et participe à ses premières courses FIS.
En décembre 2015, il participe à sa première course en coupe d'Europe.
Après avoir remporté le titre de champion du monde junior de slalom géant 2016, il débute en Coupe du monde en mars 2016 aux finales de Saint-Moritz (son titre de champion du monde junior le qualifiant d'office pour cette finale).
Il marque ses premiers points en Coupe du monde dès la première course de la saison 2016-2017, avec une 17e place au slalom géant de Sölden.
En 2018 aux mondiaux junior, il rafle cinq médailles d'or sur les six possibles. Ces résultats le qualifient pour participer aux Finales de la coupe du monde d'Åre où il termine douzième en descente, et onzième le lendemain en super-G à respectivement 64 et 44 centièmes des vainqueurs (les départs de ces épreuves furent abaissées en raison des mauvaises conditions météorologiques ce qui explique en partie que les temps soient très serrés).
Lors de la saison 2018-2019, il confirme son potentiel en signant ses premiers résultats dans le top dix. Il est septième au slalom géant de Val d'Isère, puis huitième au super G de Bormio et au slalom géant de Bansko. Il prend part aussi aux Championnats du monde à Åre, où il est dixième en slalom géant et douzième en super G. Il finit l'hiver fort en montant sur deux podiums en slalom géant à Kranjska Gora et à Soldeu, où il est deuxième derrière Alexis Pinturault.
Il commence la saison 2019-2020 sur les mêmes bases et 6 décembre 2019 il s'impose pour la première fois en Coupe du monde lors du deuxième super G de la saison sur la Birds of Prey de Beaver Creek.

### 2020-2021:2educlassement général de la Coupe du Monde
Ses performances lui permettent de rester durant toute cette saison un sérieux candidat pour la victoire au classement général. Il monte sur le podium dès les deux premiers géants avant de remporter le troisième à Santa Caterina avec plus de 7 dixièmes sur tout le monde. Après les championnats du monde à Cortina d'Ampezzo d'où il ne ramène aucune médaille, il enchaîne les bons résultats, avec notamment deux victoires consécutives en Super-G à Saalbach le 7 mars et en slalom géant à Kranjska Gora six jours plus tard devant son compatriote Loïc Meillard. Alors qu'il comptait 225 points de retard dans la course au gros globe de cristal avant les Mondiaux, il revient à 31 points du Français Pinturault à cinq courses de la fin de saison, et lui subtilise le dossard rouge de leader du classement du slalom géant. Les annulations successives de la descente de Saalbach et des deux épreuves de vitesse lors des finales de Lenzerheide lui ôtent autant de possibilités de s'emparer de la tête du classement. Le dénouement a lieu à l'avant dernière course de la saison, le 20 mars, quand Odermatt se classe 11ème (la seule fois de la saison qu'il sort du top 5) lors de l'ultime slalom géant que remporte le skieur français. Le Nidwaldien termine finalement à la deuxième place du classement général, de celui du géant (6 podiums dont 2 victoires) mais aussi de celui du Super G (3 podiums dont une victoire) derrière Vincent Kriechmayr. Il s'agit de sa révélation au plus haut niveau international en tant que candidat au Gros globe puisqu'il dépasse les 1000 points au classement général.

### 2021-2022: champion olympique du géant et vainqueur du gros globe
Marco Odermatt commence la saison 2021-2022 par une victoire dans le slalom géant d'ouverture à Sölden le 24 octobre, le cinquième succès de sa carrière et le troisième dans la discipline. Il poursuit la saison sur un rythme très élevé en s'imposant encore en Super-G à Beaver Creek, ne ratant le doublé lors de le course du lendemain que pour 3 centièmes, et en géant à Val d'Isère et Alta Badia. En décembre à Bormio, il monte pour la première fois sur un podium de descente en Coupe du Monde. Il est du coup très attendu avant les épreuves d'Adelboden et Wengen où les supporters et les médias suisses ne réclament pas moins que des victoires devant son public. Il l'emporte sur la mythique Chuenisbärgli  et déclare à l'arrivée que c'est sa plus belle victoire car c'était un rêve pour lui de gagner sur la piste bernoise. Moins d'une semaine plus tard, il gagne sur le Lauberhorn son deuxième Super G de la saison avant de prendre le lendemain la deuxième place de la première descente. Le dimanche suivant à Kitzbühel, il contribue avec Beat Feuz à un doublé suisse sur la Streif (le premier depuis 1992). Avant de partir disputer ses premiers Jeux olympiques, son avance sur Aleksander Aamodt Kilde au classement général est de 375 points (1200 à 825), alors que le petit globe du slalom géant est quasiment dans sa poche avec 219 points de mieux que Manuel Feller qui le suit dans ce classement.
Ses débuts aux Jeux olympiques de Pékin 2022 ne correspondent pas aux attentes : il se classe septième de la descente et surtout sort du tracé dans le Super-G au moment d'aborder la partie finale avec de l'avance au dernier temps intermédiaire sur le futur vainqueur Matthias Mayer . Mais le 13 février sur la piste Ice River de Xiaohaituo, Marco Odermatt est au niveau de ses performances de l'hiver en slalom géant (quatre victoires et cinq podiums en cinq courses sur la Coupe du monde) et réalise le meilleur temps de la première manche, sans toutefois créer de gros écarts, car trop prudent sur la première moitié du parcours. En deuxième manche, il « referme le portillon », sous la menace de Žan Kranjec, huitième de la première manche, de loin meilleur temps de la seconde, et qui l'attend debout dans la zone d'arrivée. Le skieur de Buochs fait le nécessaire pour conserver 19/100e de seconde d'avance sur la ligne d'arrivée en expliquant qu'il a pris tous les risques car il voulait rien d'autre que l'or et devient le cinquième skieur suisse vainqueur du géant aux Jeux olympiques, succédant à Carlo Janka sacré dans la discipline en 2010.
Le 16 mars, en se classant deuxième de la descente des finales de Méribel/Courchevel, il succède également à Carlo Janka, dernier skieur suisse à avoir gagné la Coupe du monde, en 2009-2010. Marco Odermatt s'adjuge le gros globe en se mettant hors de portée d'Aleksander Aamodt Kilde au classement général alors que trois courses restent à disputer. À 24 ans, il est le cinquième athlète de son pays à gagner le principal trophée de la Coupe du monde, après Peter Lüscher, Pirmin Zurbriggen, Paul Accola et Carlo Janka. Il gagne en prime le dernier slalom géant de la saison, pour un carton plein de podiums dans la discipline (huit courses dont cinq victoires), ce qui lui permet d'atteindre un des cinq plus haut totaux de l'histoire au classement général masculin avec 1639 points.
Le 26 mars, grand favori et en tête après la première manche, il est battu dans le géant des championnats de Suisse par Loïc Meillard et doit donc se contenter d'un titre de vice-champion.

### Saison 2022-2023: toujours au sommet et première victoire en descente aux Mondiaux

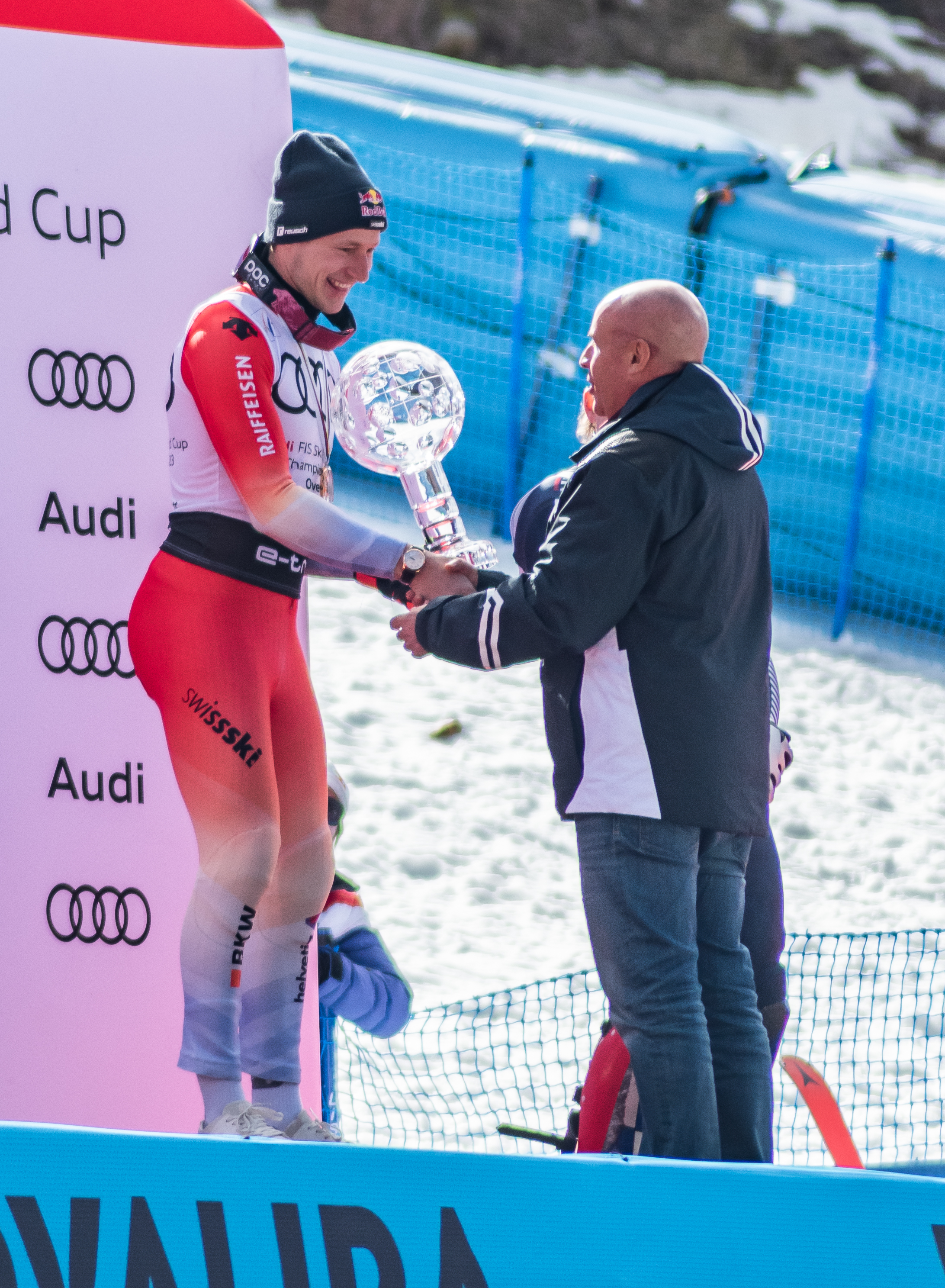
Marco Odermatt se voir remettre son deuxième gros globe de Cristal le 18 mars 2023 à Soldeu

Très attendu après une saison exceptionnelle, Marco Odermatt reprend la compétition avec une victoire lors du géant d'ouverture à Sölden et monte même sur le podium des six premières épreuves de Coupe du Monde au programme, victorieux également du Super G de Lake Louise et du géant de Val d'Isère. Il prolonge ainsi une série entamée la saison précédente de onze podiums de Coupe du Monde de suite, de dix podiums de Coupe du Monde en géant.
Ses bons résultats ne l'empêchent pas de critiquer ouvertement le programme établi par la FIS qu'il juge idiot, considérant que l'enchaînement des courses au retour de la tournée nord-américaine est potentiellement dangereux, lui qui devra disputer cinq courses en cinq jours à Val Gardena et Alta Badia,,. Il continue cependant à enchaîner les victoires (deuxième géant d'Alta Badia, Super-G de Bormio, géant d'Adelboden), et les podiums en descente, mais connait un léger coup d'arrêt le 20 janvier lors de la descente de Kitzbühel où il évite la chute par un rétablissement spectaculaire, mais se fait mal au genou gauche en faisant un grand écart. Il revient huit jours plus tard pour signer un doublé en remportant en 24 h les deux Super-G de Cortina d'Ampezzo, parvenant à 19 victoires et 44 podiums dont huit en descente, mais pas encore de succès dans la discipline.
Les championnats du monde 2023 commencent mal pour Marco Odermatt, puisqu'il ne parvient qu'à se classer quatrième du Super-G, une des deux disciplines avec le géant qu'il domine de la tête et des épaules depuis deux hivers. Mais le 12 février, alors qu'il domine brillamment la saison de Coupe du monde, Marco Odermatt ne choisit pas n'importe quel endroit pour gagner sa première descente : la piste de l'Éclipse à Courchevel  qu'il maitrise cette fois à la perfection pour devenir champion du monde de la spécialité en devançant de 48/100e de seconde son principal rival et meilleur descendeur de l'hiver Aleksander Aamodt Kilde.
Le 17 février, il remporte le géant en devançant son compatriote Loïc Meillard et l'Autrichien Marco Schwarz.
Marco Odermatt poursuit son parcours triomphal après les Mondiaux : victoire en Super-G à Aspen et petit globe de la discipline en poche, puis une semaine plus tard, les 11 et 12 mars, deux fois premier des deux slaloms géants disputés en l'espace de 24 heures à Kranjska Gora. Il totalise douze victoires dans la saison, déjà plus de vingt en carrière, et s'assure avant les finales de Coupe du monde à Soldeu, son deuxième gros globe de cristal consécutif et le petit globe du slalom géant. Gagnant du dernier Super-G de la saison en Andorre le 16 mars, le n°1 mondial actuel a battu le record de Hermann Maier, signé au terme de la saison 1990-2000 (2042 points contre 2000 pour la légende autrichienne) en se positionnant en première position du Slalom géant de Soldeu le 18 mars 2023.

### Saison 2023-2024: toujours plus fort, troisième gros globe et quatre trophées de cristal
Le 23 janvier 2024, Marco Odermatt s'impose dans le slalom géant nocturne de Schladming après avoir remonté dix places en seconde manche. Il gagne ainsi les cinq épreuves disputées dans la discipline depuis le début de saison, et poursuit une série de huit victoires consécutives en géant. Outre les 500 points accumulés dans la discipline, il répare également une  « anomalie » au cours de l'hiver : Champion du monde 2023 de descente, il ne s'était jamais imposé dans la spécialité en Coupe du monde avant de gagner deux fois à Wengen sur le Lauberhorn, les 11 et 13 janvier. Egalement performant en Super-G,
il est à fin janvier 2024, très largement en tête du classement général, après être monté quatorze fois sur le podium à l'arrivée des quinze courses qu'il a disputées. Après les blessures successives de Marco Schwarz qui aurait pu lui contester la victoire au classement général, puis d'Aleksander Aamodt Kilde, son principal rival en descente et Super-G ces dernières saisons, seul un coureur se montre capable de battre Marco Odermatt au cours de l'hiver : Cyprien Sarrazin qui l'a devancé en Super-G à Wengen, en descente à Bormio, puis deux fois à Kitzbühel. Sa série de victoires ininterrompue en slalom géant et les gros points qu'il continue à marquer dans les disciplines de vitesse, font que dès le 24 février, à l'issue du géant de Palissades Tahoe qu'il remporte, Marco Odermatt s'assure définitivement son troisième gros globe de cristal, possédant à dix courses de la fin de saison plus de 1000 points d'avance sur son plus proche poursuivant, Manuel Feller au classement général.
Étonnamment, petit globe du géant acquis de longue date, Marco Odermatt ne réussit pas le grand chelem dans la discipline, le dix sur dix, comme le fit Ingemar Stenmark en 1978-1979. En effet, à la dernière course de la saison à Saalbach le 16 mars, en tête après la première manche, il part à la faute et sort du tracé des le début du second acte, laissant la victoire à son coéquipier Loïc Meillard. La série du triple vainqueur du gros globe en géant s'arrête donc à douze victoires consécutives à cheval sur deux saisons, et à vingt-six podiums enchaînés dans la discipline. Pour finir, il gagne aussi les petits globes du Super-G et de la descente, la dernière épreuve dans cette discipline étant annulée à Saalbach le 24 mars, ce qui ne permet pas à Cyprien Sarrazin de contester sa première place au classement descente. Remporter quatre trophées de cristal en un hiver est un exploit rarissime chez les hommes, le dernier skieur à avoir réalisé le même exploit étant 
Hermann Maier en 2000-2001 et le dernier suisse, Pirmin Zurbriggen en 1986-1987.

## Palmarès

### Jeux olympiques
| Édition / Épreuve | Descente | Super-G | Slalom géant | Par équipes |
| ----------------- | -------- | ------- | ------------ | ----------- |
| JO 2022 Pékin     | 7e       | DNF     | Or           | —           |

Légende :
- : première place, médaille d'or
- : deuxième place, médaille d'argent
- : troisième place, médaille de bronze
- — : Marco Odermatt n'a pas participé à cette épreuve

### Championnats du monde
| Épreuve / Édition                  | Descente | Super G | Slalom géant | Combiné                          | Parallèle                        |
| Mondiaux 2019 Åre                  | —        | 12e     | 10e          | —                                | Épreuve inexistante à cette date |
| Mondiaux 2021 Cortina d'Ampezzo    | 4e       | 11e     | Abandon      | —                                | 11e                              |
| Mondiaux 2023 Courchevel-Méribel   | Or       | 4e      | Or           | Abandon                          | —                                |
| Mondiaux 2025 Saalbach-Hinterglemm | 5e       | Or      | 4e           | Épreuve inexistante à cette date | Épreuve inexistante à cette date |

Légende :
- : première place, médaille d'or
- : deuxième place, médaille d'argent
- : troisième place, médaille de bronze
- : pas d'épreuve
- — : Non disputée par Odermatt

### Coupe du monde
- 4 gros globes de cristal : 
  - Vainqueur du classement général en 2022, 2023, 2024 et 2025
- 9 petits globes de cristal :
  - Vainqueur du classement géant en 2022, 2023, 2024 et 2025
  - Vainqueur du classement Super-G en 2023, 2024 et 2025
  - Vainqueur du classement de descente en 2024 et 2025
- 88 podiums dont 45 victoires

- 1ère course : 19 mars 2016, géant de St-Moritz, 22ème
- 1er top10 : 8 décembre 2018, géant de Val d'Isère, 7ème
- 1er podium : 9 mars 2019, géant de Kranjska Gora, 3ème
- 1ère victoire : 6 décembre 2019, Super G de Beaver Creek

| Saison/Classement | Général | Général | Descente | Descente | Super G | Super G | Slalom géant | Slalom géant | Slalom | Slalom | Combiné | Combiné |
| Saison/Classement | Class.  | Points  | Class.   | Points   | Class.  | Points  | Class.       | Points       | Class. | Points | Class.  | Points  |
| ----------------- | ------- | ------- | -------- | -------- | ------- | ------- | ------------ | ------------ | ------ | ------ | ------- | ------- |
| 2016-2017         | 114e    | 23      | -        | -        | -       | -       | 41e          | 23           | -      | -      | -       | -       |
| 2017-2018         | 76e     | 62      | 38e      | 22       | 34e     | 24      | 45e          | 16           | -      | -      | -       | -       |
| 2018-2019         | 24e     | 334     | 53e      | 7        | 20e     | 72      | 8e           | 245          | -      | -      | 35e     | 10      |
| 2019-2020         | 17e     | 434     | 43e      | 20       | 7e      | 203     | 9e           | 211          | -      | -      | -       | -       |
| 2020-2021         | 2e      | 1093    | 16e      | 126      | 2e      | 318     | 2e           | 649          | -      | -      | -       | -       |
| 2021-2022         | 1er     | 1639    | 4e       | 517      | 2e      | 402     | 1er          | 720          | -      | -      | -       | -       |
| 2022-2023         | 1er     | 2042    | 3e       | 462      | 1er     | 740     | 1er          | 840          | -      | -      | -       | -       |
| 2023-2024         | 1er     | 1947    | 1er      | 552      | 1er     | 495     | 1er          | 900          | -      | -      | -       | -       |
| 2024-2025         | 1er     | 1721    | 1er      | 605      | 1er     | 536     | 1er          | 580          | -      | -      | -       | -       |

#### Détail des victoires
| Saison / Épreuve | Descente           | Super G                                                | Slalom géant                                                                       | Total |
| 2019-2020        |                    | Beaver Creek                                           |                                                                                    | 1     |
| 2020-2021        |                    | Saalbach-Hinterglemm                                   | Santa Caterina di Valfurva Kranjska Gora                                           | 3     |
| 2021-2022        |                    | Beaver Creek Wengen                                    | Sölden Val d'Isère Alta Badia Adelboden Courchevel/Méribel                         | 7     |
| 2022-2023        |                    | Lake Louise Bormio Cortina d'Ampezzo (x2) Aspen Soldeu | Sölden Val d'Isère Alta Badia Adelboden Kranjska Gora (x2) Soldeu                  | 13    |
| 2023-2024        | Wengen (x2)        | Bormio Garmisch-Partenkirchen                          | Val d'Isère Alta Badia (x2) Adelboden Schladming Bansko Palisades Tahoe Aspen (x2) | 13    |
| 2024-2025        | Val Gardena Wengen | Beaver Creek Kitzbühel Crans Montana                   | Val d'Isère Alta Badia Adelboden                                                   | 8     |
| Total            | 4                  | 15                                                     | 26                                                                                 | 45    |

#### Records battus ou égalés
- 2022-2023 : Nombre de points marqués en une saison (2042), devant Hermann Maier (2000 points en 1999-2000)
- 2022-2023 et 2023-2024 : Nombre de victoires en une saison (13), comme Ingemar Stenmark (1979), Hermann Maier (2001) et Marcel Hirscher (2018)
- 2022-2023 : Nombre de podiums en une saison (22) comme Hermann Maier en 2000.

### Coupe d'Europe
- 1ère course : 5 décembre 2015, géant de Trysil, 51ème
- 1er top30 et 1er top10 : 9 janvier 2017, géant de Davos, 8ème
- 1er podium : 14 janvier 2018, géant de Kirchberg, 3ème
- 1ère victoire : 23 janvier 2018, géant de Folgaria
- 1ère victoire en super-G : 12 décembre 2018 à Saint-Moritz
- 5ème du classement général en 2018 avec 610 points
- 2e place du classement de slalom géant en 2018 avec 500 points[38].

### Championnats du monde junior
| Édition / Épreuve    | Descente | Super G | Slalom géant | Slalom | Combiné | Par équipes |
| -------------------- | -------- | ------- | ------------ | ------ | ------- | ----------- |
| Mondiaux 2016 Sotchi | 11e      | Bronze  | Or           | Ab.    | Ab.     | -           |
| Mondiaux 2018 Davos  | Or       | Or      | Or           | -      | Or      | Or          |

### Championnats de Suisse
Champion de descente 2018
 Champion de Super G 2018
 Vice-champion de géant 2022
 Champion de géant 2023